# Brachionidium tetrapetalum
Brachionidium tetrapetalum är en orkidéart som först beskrevs av Friedrich Carl Lehmann och Friedrich Fritz Wilhelm Ludwig Kraenzlin, och fick sitt nu gällande namn av Rudolf Schlechter. Brachionidium tetrapetalum ingår i släktet Brachionidium och familjen orkidéer. Inga underarter finns listade i Catalogue of Life.